# Streukraut
Streukräuter sind Kräuter, z. B. blühendes Mädesüß, Pfefferminze, Poleiminze, Lavendel, Salbei und Thymian, die in den Räumen eines Hauses, also Küche sowie Wohn- oder Schlafzimmer, ausgestreut wurden, um einen angenehmen Geruch zu verbreiten. Abgestimmte Mischungen sollten beispielsweise Flöhe töten und gegen verschiedene Leiden helfen. Die Kräuter wurden in der Regel morgens ausgestreut und abends wieder weggekehrt. Durch das Darübergehen verströmten die auf dem Boden liegenden Kräuter ihren Duft.
Beschrieben werden Streukräuter in dem Buch des Botanikers und Beraters von Königin Elisabeth I. in Fragen des Gartenbaus, John Gerard.

## Die Krautstreuerin
Seit dem späten 17. Jahrhundert gab es am Englischen Hof die Stelle einer Krautstreuerin,  Herb Strewer, deren Aufgabe es war, Gräser und Blumen in den königlichen Gemächern auszustreuen, um unter anderem den unangenehmen Geruch der Themse zu vertreiben, die damals, wie in ganz Europa üblich, als Kloake diente. Erstmals nachgewiesen wurde dieses Amt 1660 unter König Karl II.  Die letzte hauptamtliche Krautstreuerin war Mary Rayner, die König George III und seinen zwei Söhnen insgesamt 43 Jahre diente. 